# Schloss Sinnleithen

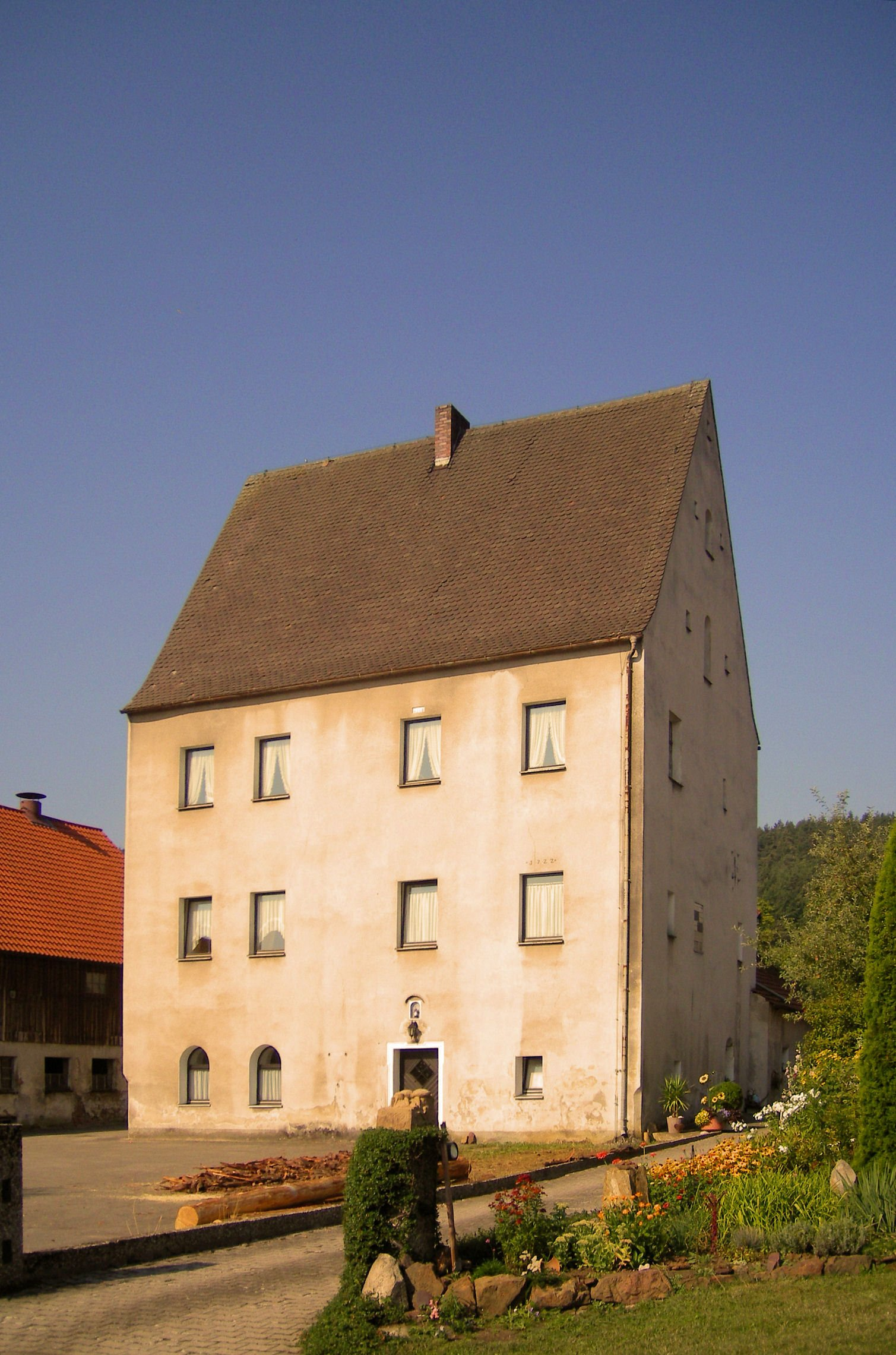
Schloss Sinnleithen (2013)

Das Schloss Sinnleithen ist ein ehemaliges Schloss im Gemeindeteil Sinnleithen der Oberpfälzer Gemeinde Edelsfeld im Landkreis Amberg-Sulzbach von Bayern. Es ist unter der Aktennummer D-3-71-119-15 als Baudenkmal verzeichnet. „Archäologische Befunde des Mittelalters und der frühen Neuzeit im Bereich des Schlosses Sinnleithen, zuvor spätmittelalterliche Burg“ werden zudem als Bodendenkmal unter der Aktennummer D-3-6436-0156 geführt.

## Geschichte
In den Herzogsurbaren von 1238 und 1326 ist Sinnleithen mit zwei giltpflichtigen Höfen angeführt, die zur Vogtei Vilseck gehören. 1396 erhielt Friedrich Steinlinger zu Steinling von Kurfürst Ruprecht II. das Dorf Sinnleithen als Lehen. Seit dieser Zeit war der Sitz Sinnleithen mit einem Teil des Dorfes kurpfälzisches Lehen. Der Rest war teilweise Bamberger oder Eichstätter Lehen. In dem Hofmarksverzeichnis von 1514 des Landrichteramts Sulzbach wird auch Sinnleithen genannt, dieses ging aber dem Landrichteramt noch im 16. Jahrhundert verloren.
1518 wurden zwei Lehensbriefe ausgestellt, einer für Jörg Steinlinger und für Hernant Steinlinger; Letzterer erhielt 1525 auch den Anteil des Jörg, nachdem dieser ohne Erben verstorben war. Am 13. Januar 1562 erhält Wolf Steinlinger das Lehen über den halbes Sitz und ein Viertel des Dorfes zu Sinnleithen (Sundleutten), für die Kurpfalz wird ein Öffnungsrecht vereinbart. Der Vater Hermann Steinlinger hatte 1571 kurz vor seinem Tod das Gut Sinnleithen seinem Sohn Wolf übergeben, aber die Zugehörigkeiten nicht bezeichnet, weshalb die Gebrüder Steinlinger viele Jahre miteinander in Streit lagen. Nach dem Tod seines Bruders Wilhelm, der nur eine Tochter hinterließ, fiel ganz Sinnleithen an den Wolf Steinlinger. Wolf Steinlinger wurde wegen Ehebruchs mit seiner Schwägerin noch zu Lebzeiten seines Bruders angeklagt, zum Tode verurteilt und am 22. Januar 1585 auf dem Marktplatz in Amberg mit dem Schwert hingerichtet. Ab 1638 nach dem gewaltsamen Tod des Hans Burkhart Steinlinger ging die ganze Hofmark an dessen Bruder Hans Bartlmer Steinlinger über. Ab dieser Zeit blieb die Hofmark ungeteilt. Die Steinlinger besaßen Sinnleithen bis 1680.
1710 war Ferdinand Franz Freiherr von Weix auf Falkenberg der Besitzer; ihm folgt Barbara Elisabeth von Steinling, geb. Freudenberg, nach. 1715 sind Regierungsrat Franz von Mayr und danach seine Erben die Besitzer erwähnt. 1764 folgt Freiherr Lochner von und zu Hüttenbach; sein Wappen ist über dem Westportals der Schlosskirche von Sinnleithen zu sehen. 1780 folgt der Hammermeister Baptist Hausmann zu Schrott. Seit 1768 übte der Hofkammersekretär Anton Weinberger, der eine Tochter des Hausmanns geehelicht hatte und Mitbesitzer von Sinnleithen war, die niedere Gerichtsbarkeit aus. 1908 wird im Schloss zu Sinnleithen der Gastwirt Johann Winter erwähnt; in seiner Zeit wurde das Schloss als Gasthaus genutzt. Seine Nachfahren sind auch heute noch die Besitzer des Anwesens.
1830 wurde die Gemeinde Sinnleithen mit Gaßenhof an die Gemeinde Steinling angegliedert und mit 1. Januar 1972 wurde Steinling nach Edelsfeld eingegliedert.

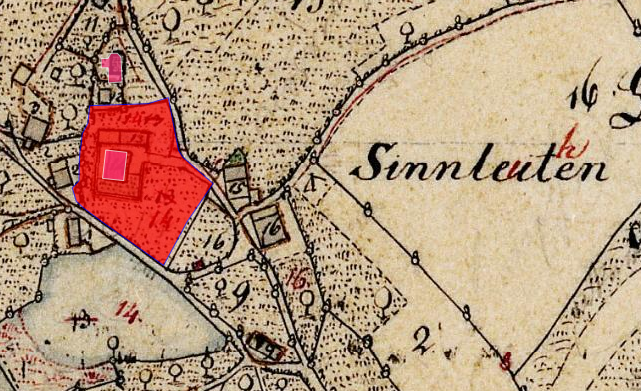
Lageplan von Schloss Sinnleithen auf dem Urkataster von Bayern

## Baulichkeit
Das noch erhaltene Schlossgebäude ist ein dreigeschossiger, verputzter Massivbau mit einem hohen Steildach aus dem 16. Jahrhundert. Über dem rechten Fenster des 1. Obergeschosses findet man die Jahreszahl 1722, die auf einen damaligen Umbau hindeutet. Über einem Fenster im 2. Obergeschoss sieht man die Jahreszahl 1873, die auf Renovierungsarbeiten zurückgeht.
Noch 1727 heißt es bei einer Hofmarksbeschreibung: „Und ist das Schloß mit einer Mauer umfangen, dann mit einem Graben ringsherum versehen.“ Davon ist heute obertägig nichts mehr zu sehen, aber nach dem Bayerischen Landesamt für Denkmalpflege sind im Bereich des ehemaligen Hofmarkschlosses Sinnleithen archäologische Befunde des Mittelalters und der frühen Neuzeit gesichert worden, aufgrund derer man davon ausgehen kann, dass hier zuvor eine spätmittelalterliche Burg gestanden hat.